# 博尼耶尔 (瓦兹省)
博尼耶尔（法語：Bonnières，法語發音：[bɔnjɛʁ]）是法国瓦兹省的一个市镇，属于博韦区。

## 地理
博尼耶尔（49°30'30"N, 1°58'1"E）面积8.44 平方千米，位于法国上法蘭西大區瓦兹省，该省份为法国北部内陆省份，北起索姆省，西接厄尔省和滨海塞纳省，南至塞纳-马恩省和瓦兹河谷省，东临埃纳省。
与博尼耶尔接壤的市镇（或旧市镇、城区）包括：克里永、欧库尔、莱罗勒、泰兰河畔米伊、拉纳维尔沃尔、维莱叙博尼耶尔。

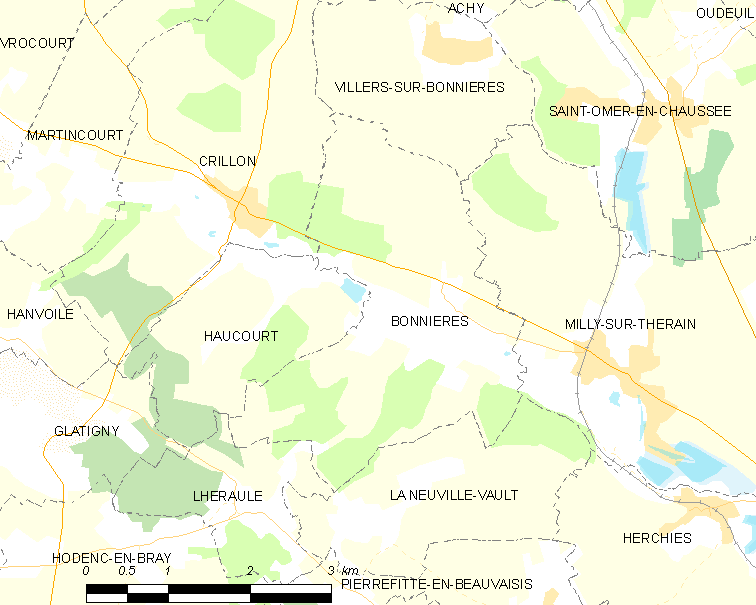
的OSM定位图

博尼耶尔的时区为UTC+01:00、UTC+02:00（夏令时）。

## 行政
博尼耶尔的邮政编码为60112，INSEE市镇编码为60084。

## 政治
博尼耶尔所属的省级选区为格朗维利耶县。

## 人口

1962-2008年间人口变化图示

博尼耶尔于2022年1月1日时的人口数量为194人。